# Pravosodna palača, Manaus
Pravosodna palača je zgodovinska stavba na Avenida Eduardo Ribeiro v središču mesta Manaus v Braziliji. Stoji za Amazonskim gledališčem in ima več kot dva tisoč kvadratnih metrov pozidanih površin v kamnu in opeki. Zgrajena je bila v 19. stoletju posebej za prostore pravosodja takratne države Amazonas.
Slovesno odprta leta 1900 je eden glavnih primerov klasične arhitekture iz zlate dobe kavčuka. Leta 1980 je bila uvrščena na seznam zgodovinske in umetniške dediščine Amazonasa, imena sob, ki jo sestavljajo, pa so poklon osebnostim, povezanim z njeno ustanovitvijo in državnim sodstvom.
Stavbo trenutno upravlja Ministrstvo za kulturo (SEC) in deluje kot kulturni center Palácio da Justiça (CCPJ). Prostor je odprt za javnost in promovira umetnost tudi preko razstav, glasbenih nastopov, gledališča, kina in predavanj. Pravosodna palača sprejme okoli 20.000 obiskovalcev na leto.

## Zgodovina
18. aprila 1894 je guverner Eduardo Ribeiro podpisal pogodbo s podjetjem Moers & Moreton za 654 contos in 259.933 réisov za gradnjo Pravosodne palače, dvonadstropne stavbe z impozantno fasado klasičnih arhitekturnih linij, z več kot pet tisoč kvadratnih metrov zidanih kamnitih in opečnih površin, posebej namenjenih objektom pravosodja zvezne države Amazonas.
Gradnja palače se je začela takoj. Struktura stavbe, zidarska dela v dveh nadstropjih in okvir strehe so bili praktično končani, ko je Eduardo Ribeiro 23. julija 1896 predal vlado svojemu nasledniku Filetu Piresu Ferreiri. Od takrat naprej so bila dela upočasnjena in manj kot osem mesecev kasneje, 15. marca 1897, je bila pogodba o gradnji na predlog izvajalcev Moers & Moreton sporazumno prekinjena.
Gradnja se je ustavila in da bi znižal stroške, je guverner Fileto Pires odredil spremembe zasnove stavbe in naročil le nujna dela in storitve neposrednega upravljanja, ki so bila potrebna za zagotovitev ohranitve dragocene dediščine, ki je bila izpostavljena soncu in dežju ter je začela kazati znake slabšanja. Streho so nato predelali in zamenjali celotno leseno konstrukcijo, ki poleg tega, da je strohnela, ni bila primerno nagnjena za sprejetje marsejskega strešnika, izbranega za streho. Razpoke v stenah so bile popravljene, konstrukcije stavbe (katere stabilnost je bila ogrožena) pa so bile utrjene tako, da so se »temelje pod vsemi štrlečimi koti utrdili s kamnitimi in cementnimi zidaki in z železnimi vezmi«.
Palača je bila slovesno odprta 21. aprila 1900 v času vlade polkovnika Joséja Cardosa Ramalha Júniorja. Je eden glavnih primerov klasične arhitekture iz zlate dobe kavčukovega cikla in njene strukturne linije sledijo renesančnemu slogu.

## Arhitekturne značilnosti
Palača stoji na privilegirani točki na aveniji Eduardo Ribeiro, tik za Amazonskim gledališčem. Ima vrata iz litega železa, uvožena iz Glasgowa na Škotskem, ter tlake in stopnišča iz kamna lios iz Lizbone. Strop dvorane je prevlečen s štukaturo, stene pa z imitacijo marmorja. Impozantno glavno stopnišče ima kovinsko ograjo s pozlačenimi loki s šestimi kariatidami, uvoženimi iz Lizbone. Tla dvorane so iz ploščic. Drugo nadstropje je okrašeno z balustradami, steklom, stropi s štukaturami, stebri, marmorirane plošče in stene, lesena tla (acapu (Vouacapoua americana) in pau-amarelo (Vochysia haenkeana)).
Pohištvo je staro stoletja. Vrhunec je karijonska ura iz 1920-ih s strukturo iz palisandra Bahia in švicarskim mehanizmom. Tu je tudi miza iz mahagonija, komplet miz, stolov in ogledalo, ki so prišli iz zadnje obnove leta 2002, pa tudi moderno pohištvo iz Sodstva do leta 2006 in originalni lestenec iz brona in kristalov.

## Zgodovinska dediščina
Pravosodna palača je bila uvrščena na seznam zgodovinske in umetniške dediščine države Amazonas z odlokom št. 5218 z dne 3. oktobra 1980, ki ga je podpisal guverner José Lindoso.
V preteklih letih je bila podvržena različnim konservatorskim in restavratorskim delom, zlasti tistim, ki so bila izvedena med letoma 2001 in 2002, junija 2006 pa je bila slovesno odprta kot kulturni center Palácio da Justiça, zato si zasluži posebno skrb in posebno pozornost tistih, ki jo uporabljajo. Zgrajena je na vzpetini v mestu in je zaščitena s trdnim obzidjem z balustradami.

## Galerija
- Glavna fasada
- Detajli glavne fasade
- Skulptura Pravice z njeno tehtnico in mečem na vrhu stavbe
- Glavna in stranska fasada
- Glavna fasada ponoči
- Soba za žirijo s popolnoma ohranjenim pohištvom
- Notranja arhitektura